# Shree Bhanjyang
Shree Bhanjyang (en népalais : श्रीभञ्ज्याङ) est un comité de développement villageois du Népal situé dans le district de Lamjung. Au recensement de 2011, il comptait 1 779 habitants.